# Kazuki Nakajima
Kazuki Nakajima (Aichi, 11 de Janeiro de 1985) é um ex-piloto japonês de Fórmula 1.
Kazuki é filho do ex-piloto de Fórmula 1, Satoru Nakajima.

## Carreira

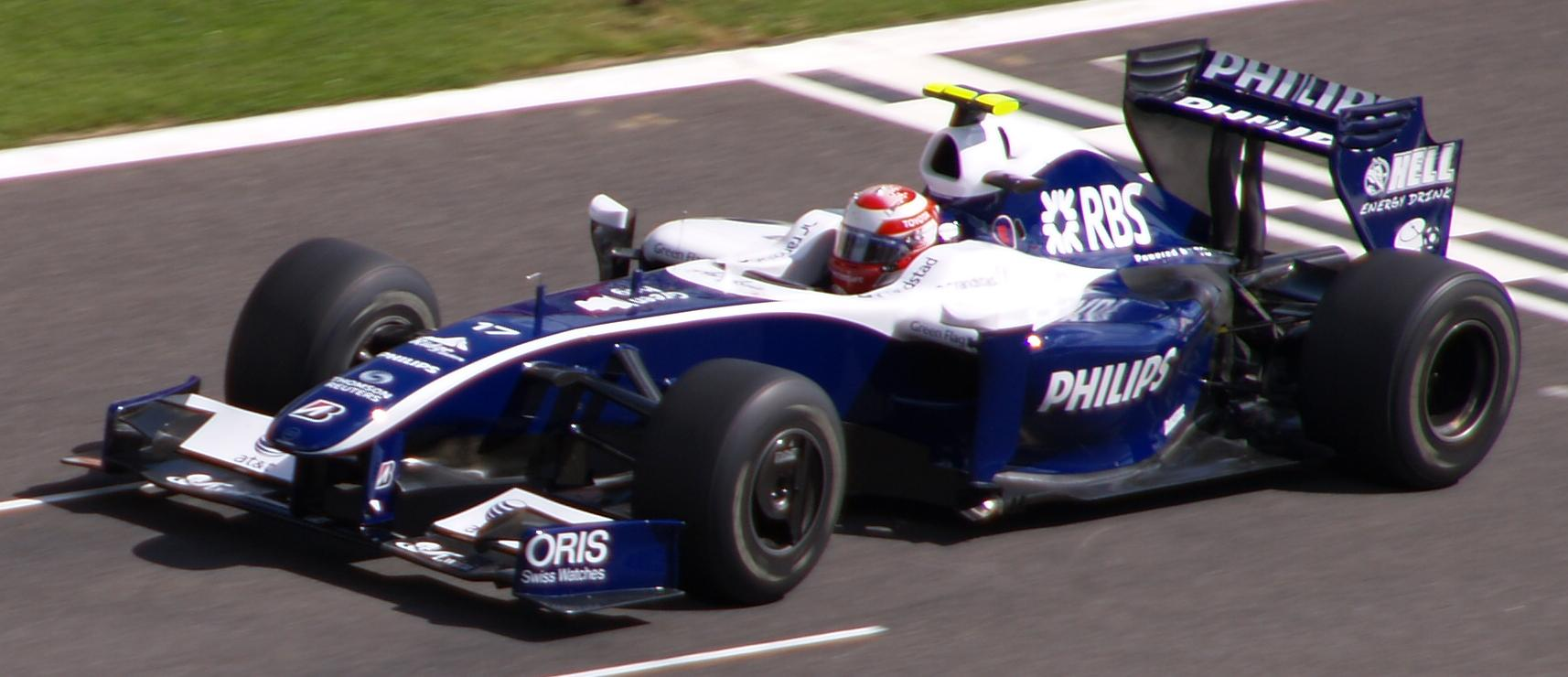
Nakajima na Fórmula 1 em 2009.

Em 2007, foi confirmado como piloto de testes da equipe Williams, foi contratado para suceder Alexander Wurz, que anunciou sua saída da categoria no final da temporada. No Grande Prêmio do Brasil de 2007, estreou na categoria.
Em sua estreia Kazuki já deu um "cartão de visitas", atropelando dois mecânicos da Williams em um Pit-Stop. Os mecânicos nada sofreram. Apesar disto, o filho de Satoru Nakajima terminou a prova em um honroso 10º lugar.
Em 2008, permaneceu na Williams, agora como piloto principal.
Naquela temporada ficou muitas vezes atrás de seu companheiro de equipe Nico Rosberg. Porém, sendo um piloto esforçado, conseguiu algumas boas atuações no ano de estreia, como nos grandes prêmios da Austrália, da Espanha e de Mônaco em que conseguiu pontuar com posições de sexto, sétimo e sétimo, respectivamente.
Seus esforços garantiram a renovação do contrato para o ano de 2009.
Com seus 9 pontos pode ser reconhecido como o terceiro japonês a mais fazer pontos na categoria, atrás do próprio pai que fez 16 pontos e de Takuma Sato com 44 pontos.
Em 2009 no entanto Nakajima não conseguiu se destacar pela Williams, chegando a última etapa do campeonato sem conquistar pontos.

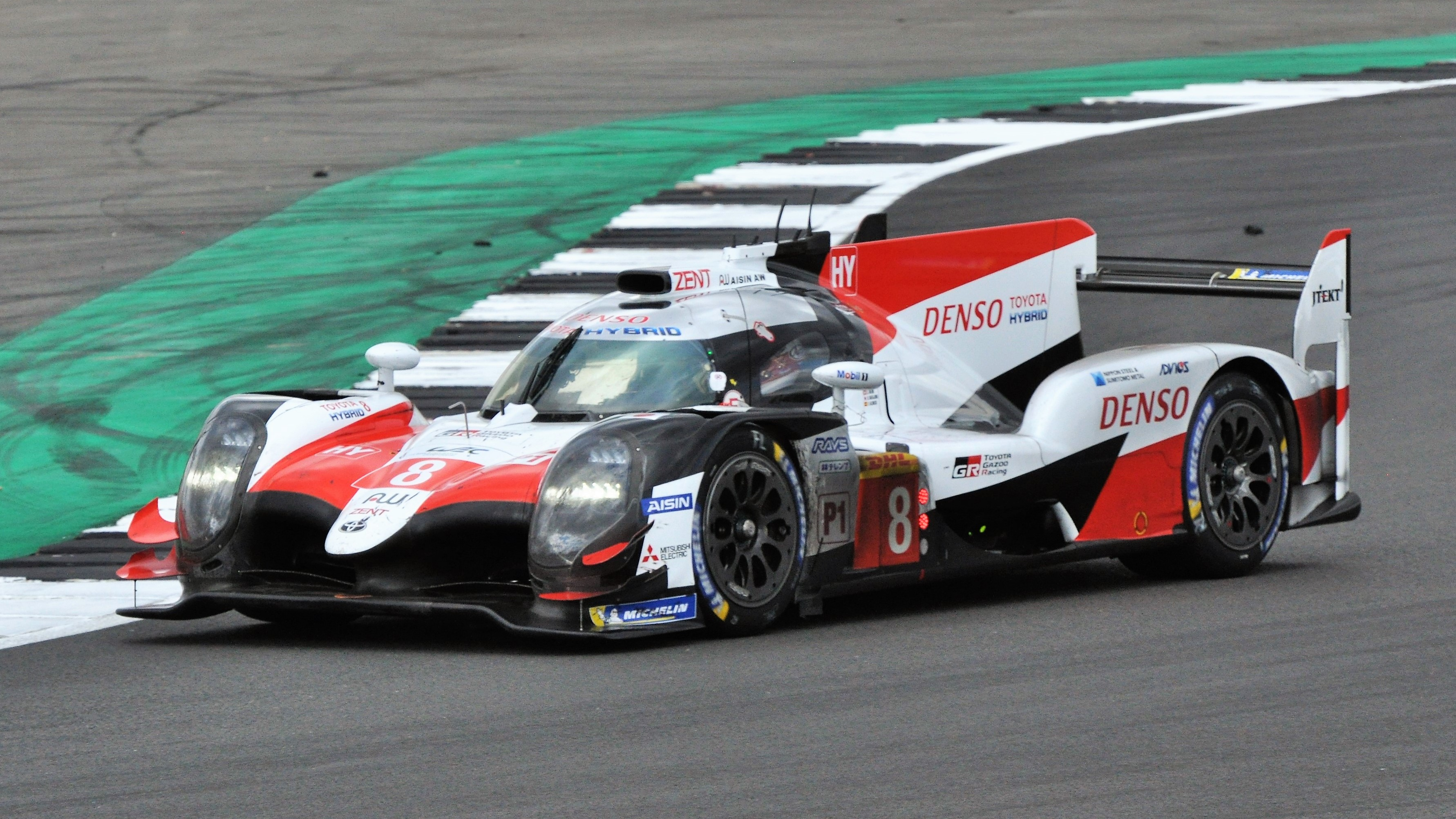
Nakajima na FIA WEC em 2018.

Também competiu na Super GT em 2005, retornando a partir da temporada de 2011, também na Super Fórmula a partir de 2011, e na FIA WEC na categoria LMP1 a partir de 2012, sendo campeão da temporada 2018-2019 juntamente com Fernando Alonso e Sébastien Buemi, também foi vencedor das 24 Horas de Le Mans de 2019.

## Posição de chegada nas corridas

### Resultados da GP2 Series
Legenda: (Corridas em negrito indicam pole position); (Corridas em itálico indicam volta mais rápida)
| Temporada | Equipe | 1          | 2         | 3          | 4         | 5          | 6          | 7         | 8         | 9         | 10        | 11        | 12        | 13          | 14        | 15          | 16          | 17         | 18          | 19        | 20        | 21        | Classificação | Pontos |
| --------- | ------ | ---------- | --------- | ---------- | --------- | ---------- | ---------- | --------- | --------- | --------- | --------- | --------- | --------- | ----------- | --------- | ----------- | ----------- | ---------- | ----------- | --------- | --------- | --------- | ------------- | ------ |
| 2007      | DAMS   | BAR FEA 17 | BAR SPR 6 | ESP FEA 15 | ESP SPR 7 | MON FEA 10 | FRA FEA 17 | FRA SPR 6 | GBR FEA 3 | GBR SPR 3 | EUR FEA 3 | EUR SPR 3 | HUN FEA 2 | HUN SPR Ret | TUR FEA 6 | TUR SPR Ret | ITA FEA DSQ | ITA SPR 18 | BEL FEA Ret | BEL SPR 9 | VAL FEA 3 | VAL SPR 7 | 6º            | 42     |

### Resultados da Fórmula 1
Legenda: (Corridas em negrito indicam pole position); (Corridas em itálico indicam volta mais rápida)
| Temporada | Equipe        | Chassis       | Motor                | 1       | 2      | 3       | 4       | 5       | 6      | 7       | 8      | 9      | 10     | 11     | 12     | 13     | 14     | 15     | 16      | 17     | 18     | Classificação | Pontos |
| --------- | ------------- | ------------- | -------------------- | ------- | ------ | ------- | ------- | ------- | ------ | ------- | ------ | ------ | ------ | ------ | ------ | ------ | ------ | ------ | ------- | ------ | ------ | ------------- | ------ |
| 2007      | AT&T Williams | Williams FW29 | Toyota RVX-07 2.4 V8 | AUS TD  | MAL TD | BAR     | ESP     | MON     | CAN TD | EUA TD  | FRA    | GBR    | EUR    | HUN    | TUR    | ITA    | BEL    | JAP    | CHN TD  | BRA 10 |        | 22º           | 0      |
| 2008      | AT&T Williams | Williams FW30 | Toyota RVX-08 2.4 V8 | AUS 6   | MAL 17 | BAR 14  | ESP 7   | TUR Ret | MON 7  | CAN Ret | FRA 15 | GBR 8  | ALE 14 | HUN 13 | EUR 15 | BEL 14 | ITA 12 | SIN 8  | JAP 15  | CHN 12 | BRA 17 | 15º           | 9      |
| 2009      | AT&T Williams | Williams FW31 | Toyota RVX-09 2.4 V8 | AUS Ret | MAL 12 | CHN Ret | BAR Ret | ESP 13  | MON 15 | TUR 12  | GBR 11 | ALE 12 | HUN 9  | EUR 18 | BEL 13 | ITA 10 | SIN 9  | JAP 15 | BRA Ret | ABU 13 |        | 20º           | 0      |